# Hauptkommissar Konrad
Hauptkommissar Konrad war eine Figur der ARD-Krimiserie Tatort. Verkörpert wurde Konrad vom deutschen Schauspieler Klaus Höhne. Konrad war der erste Tatort-Ermittler des  Hessischen Rundfunks (HR) und arbeitete in Frankfurt am Main. Er spielte in acht Tatort-Folgen mit, die zwischen 1971 und 1979 ausgestrahlt wurden.
Außerdem hatte Hauptkommissar Konrad in den Jahren 1972, 1974 und 1976 in vier weiteren Tatort-Folgen Gastauftritte.

## Figur
Hauptkommissar Konrad, dessen Vorname unbekannt ist, arbeitete bei der Kriminalpolizei in Frankfurt am Main. Unterstützt wurde er dabei von seinen Team-Kollegen Robert Luck und Robert Wegner bzw. Wegener. Als Dienstwagen stand ihm ein Opel Rekord zur Verfügung, privat bevorzugte er seinen Alfa Romeo.
Konrad war verheiratet, seine Frau führte den gemeinsamen Haushalt und bekam von ihm Wirtschaftsgeld. Das Ehepaar war kinderlos. Ihren Urlaub verbrachten die Konrads am liebsten in Bayern. Seitdem Konrad 40 wurde, litt er unter Rheuma. Als ihm eine Kur bewilligt wurde, verschob er sie, weil er einen Fall zu lösen hatte. Er war kein Mensch, der gut Witze erzählen konnte. Aber Konrad war kulturell interessiert. Er mochte die Malerei, sprach französisch und hatte ein besonderes Hobby: die Zauberei. Auch im Kommissariat trickste er damit so manchen Kollegen aus.

## Folgen mit Konrad als Hauptermittler
| Fall | Titel                          | Erstausstrahlung | Folge | Drehbuch                              | Regie                | Besonderheiten |
| ---- | ------------------------------ | ---------------- | ----- | ------------------------------------- | -------------------- | --- |
| 1    | Frankfurter Gold               | 4. Apr. 1971     | 6     | Eberhard Fechner                      | Eberhard Fechner     | Bei der Erstausstrahlung am 4. April 1971 im Deutschen Fernsehen erreichte der Film eine Einschaltquote von 55 %. Der Fall basiert auf einer wahren Begebenheit, einem Betrugsfall aus den 60er Jahren. |
| 2    | Der Fall Geisterbahn           | 12. März 1972    | 16    | Hansjörg Martin, Hans Dieter Schwarze | Hans Dieter Schwarze | Bei der Erstausstrahlung am 12. März 1972 im Deutschen Fernsehen erreichte der Film eine Einschaltquote von 59 %. Der Fall Geisterbahn ist mit 73 Minuten einer der kürzesten Tatorte und gehört zu den sogenannten Giftschrank-Folgen. Dabei handelt es sich um Folgen, die mit einem senderinternen Sperrvermerk versehen sind und bis auf weiteres nicht ausgestrahlt werden dürfen. Die Produktionsfirma Horst Film GmbH & Co. KG Berlin musste kurz nach der Erstsendung Konkurs anmelden, und daher sind die Lizenzrechte nicht ganz klar. Deshalb hat der Hessische Rundfunk bis zur Klärung von Wiederholungen abgesehen. Gastauftritt: Kressin |
| 3    | Kennwort Gute Reise            | 10. Dez. 1972    | 24    | Daniel Christoff                      | Georg Tressler       | Diese ist eine der sehr seltenen Tatort-Folgen, in welcher nicht in einem Tötungsdelikt ermittelt wird. Der einzige Tote hier ist das Unfallopfer Sielmann, ganz am Schluss. Gastauftritt: Veigl |
| 4    | Eine todsichere Sache          | 17. Feb. 1974    | 37    | Herbert Lichtenfeld                   | Thomas Fantl         | Diese Folge erreichte bei ihrer Erstausstrahlung einen Marktanteil von 65 %. Gastauftritt: Finke |
| 5    | Die Rechnung wird nachgereicht | 19. Jan. 1975    | 47    | Herbert Lichtenfeld                   | Fritz Umgelter       | Diese Folge erreichte bei ihrer Erstausstrahlung einen Marktanteil von 52 %. Karl-Heinz von Hassel spielt eine Nebenrolle als Gefängnisarzt, zehn Jahre vor seinem Debüt als Kommissar Brinkmann. Gastauftritt: Trimmel |
| 6    | Zwei Flugkarten nach Rio       | 11. Apr. 1976    | 62    | Herbert Lichtenfeld                   | Fritz Umgelter       | |
| 7    | Flieder für Jaczek             | 27. Feb. 1977    | 72    | Stefan Murr, Jürgen Scheschkewitz     | Fritz Umgelter       | Gastauftritt: Schäfermann |
| 8    | Der King                       | 11. Feb. 1979    | 96    | Hans Kelch                            | Dietrich Haugk       | Diese Folge erreichte bei ihrer Erstausstrahlung einen Marktanteil von 63 %. Gastauftritte: Marek und Lenz |

## Folgen mit Konrad als Gastermittler
- Folge 18 Kressin und die Frau des Malers
- Folge 19 Strandgut
- Folge 60 Kassensturz
- Folge 84 Der Mann auf dem Hochsitz